# Bom Jesus do Tocantins (kommun i Brasilien, Tocantins)
Bom Jesus do Tocantins är en kommun i Brasilien.   Den ligger i delstaten Tocantins, i den centrala delen av landet, 800 km norr om huvudstaden Brasília. Antalet invånare är 3 768.
Omgivningarna runt Bom Jesus do Tocantins är huvudsakligen savann. Trakten runt Bom Jesus do Tocantins är nära nog obefolkad, med mindre än två invånare per kvadratkilometer.